# Tors färd till Utgårdaloke
Det berättas om Tors färd till Utgårdaloke i ett komplex i Snorres Edda. Färden börjar med att Tor och hans bockar övernattar hos en bondfamilj. Innan han åker vidare tvingar han under hot till sig barnen Tjalve och Röskva som han tar till tjänare. Tillsammans med Loke vandrar sällskapet vidare över Jotunheim. En natt hittar de ett kolossalt stort hus att sova i, som visar sig vara jätten Skrymners vante. Tor stör sig på jättens snarkningar och försöker dräpa honom, men jätten märker knappt de våldsamma hammarslagen. 
Lite senare når de fram till en borg (Utgård) som är så hög att de måste lägga huvudet tillbaka för att kunna se över krönet. När de lyckats ta sig in träffar de på Utgårdaloke i högsätet i en stor hall, och när han får syn på Tor ler han åt hans litenhet. Han undrar vilka slags idrotter de förstår sig på för alla gäster måste visa sig bättre än andra i någon idrott eller konst. Loke får då äta ikapp med Loge, Tjalve får springa ikapp med Huge och Tor får dricka det horn som Utgårdalokes hirdmän brukar dricka ur och svepa i en eller två sväljar. Alla tre går bet, men Tor vill inte ge upp, så han får försöka lyfta katten och brottas med Utgårdalokes gamla fostermor, Elle. Det går inget vidare, men sällskapet bemöts ändå med aktning och trakteras väl.
Nästa dag följer Utgårdaloke sina gäster ut, och han frågar Tor vad han tycker om sin vistelse. Tor menar att han vet att de kallar honom obetydlig och att han tycker illa om det. Då avslöjar Utgårdaloke att han förvänt synen på Tor, jättarna brukar värja sig så. Hade han vetat att Tor var så stark hade han aldrig blivit insläppt. Jätten Skrymner var han själv, och när Tor trodde att han slog in tinningen på jätten sänkte han sin hammare i tre stora klippblock. Loke fick äta ikapp med elden (Loge är samma ord som låga) och Tjalve fick springa ikapp med hans tanke (hans håg, se Huge). Hornet som Tor drack ur hade sin spets i världshavet, och det var en ansenlig ebb som hade åstadkommits, katten var ingen mindre än Midgårdsormen och den Tor hade brottats med var ålderdomen (se Elle, jfr ålder), och hon kommer förr eller senare bringa även den starkaste på fall. När Tor hörde detta ville han ge sig på både Utgårdaloke och hans borg med sin hammare, men då hade redan allt försvunnit. Då återvände Tor buttert hem till Trudvang.